# Zisterzienserinnenkloster Trasobares

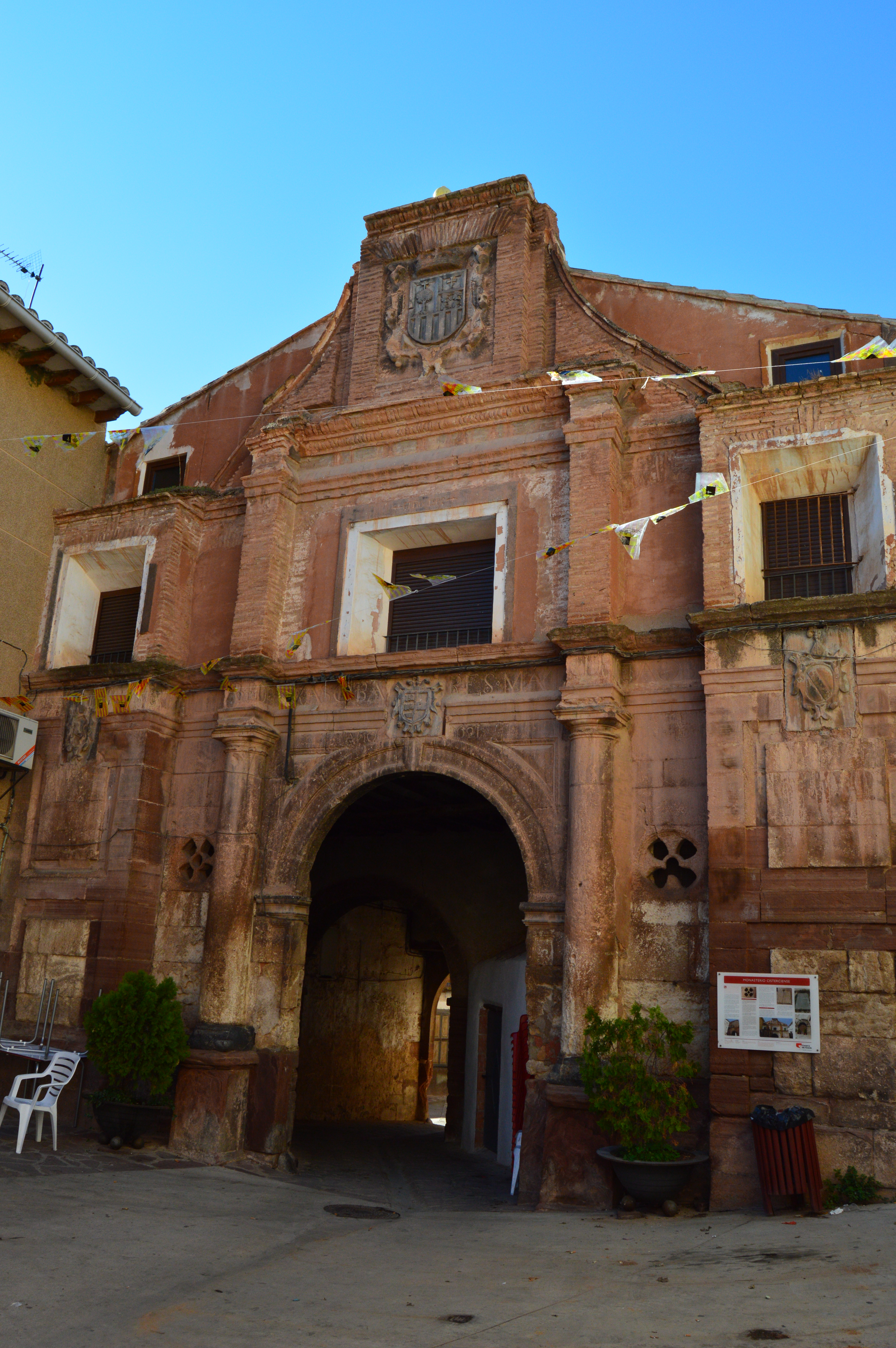
Klosterfassade Monasterio Cisterciense de Trasobares

Das Zisterzienserinnenkloster Trasobares war von 1168 bis 1835 ein Kloster der Zisterzienserinnen in Trasobares, Comarca Aranda, Provinz Saragossa in Spanien.

## Geschichte
Das Zisterzienserinnenkloster Tulebras gründete 1168 auf halbem Wege zwischen Tarazona und Calatayud in Trasobares das Tochterkloster Santa María de la Piedad („Maria Erbarmen“), dessen königliches Privileg (durch Alfons II.) auf 1188 datiert ist. (Neueste Darstellungen sprechen von einer Gründung 1152). Aufsichtführend war das Kloster Veruela. Im Kompromiss von Caspe stand das Kloster 1412 auf der Seite des Verlierers und wurde im darauffolgenden Bürgerkrieg zerstört (angeblich auf Befehl des Gegenpapstes Benedikt XIII.). Die Desamortisation führte 1835 zur Auflösung des Klosters, da es die kritische Quote von 12 Nonnen nicht erreichte. Die Äbtissin ging in das Kloster Santa Lucía, andere Nonnen wechselten in die Klöster Zaydía, Calatravas, Tulebras und Casbas. Eine 1851 versuchte Wiederbesiedelung scheiterte am schlechten Zustand der Klostergebäude. Heute sind vor allem die Pfarrkirche La Asunción („Mariae Himmelfahrt“) und die Klosterfassade aus dem 16. Jahrhundert übrig.